# Brian Hill (calciatore 1942)
Brian Hill (Mansfield, 15 dicembre 1942) è un ex calciatore inglese, di ruolo centrocampista.

## Caratteristiche tecniche
Era un'ala.

## Carriera
Dopo aver giocato nelle giovanili dei semiprofessionisti dell'Ollerton Colliery esordisce tra i professionisti nel 1960, all'età di 18 anni, con il Grimsby Town, club della terza divisione inglese; rimane ai Mariners per sette stagioni consecutive (in seconda divisione dal 1962 al 1964, in terza divisione dal 1960 al 1962 e dal 1964 al 1967) per un totale di 180 presenze e 26 reti in incontri di campionato con il club bianconero. Successivamente dal 1967 al 1969 gioca in seconda divisione nell'Huddersfield Town, mettendo a segno 6 reti in complessive 88 partite di campionato giocate; milita in questa categoria anche dal 1969 al 1971, con il Blackburn: lascia i Rovers al termine della stagione 1970-1971, conclusasi con una retrocessione in terza divisione, dopo un totale di 37 presenze e 4 reti. Trascorre poi la stagione 1972-1973 al Torquay Utd, con cui realizza una rete in 7 presenze in quarta divisione, per poi ritirarsi nel 1973, all'età di 31 anni, dopo un'ultima stagione trascorsa giocando con i semiprofessionisti del Boston Utd, con cui vince la Northern Premier League (una delle principali leghe calcistiche inglesi dell'epoca al di fuori della Football League).
In carriera ha totalizzato complessivamente 312 presenze e 37 reti nei campionati della Football League.

## Palmarès

### Club

#### Competizioni nazionali
- Northern Premier League: 1

Boston United: 1972-1973